# Rosendronningen
Rosendronningen er en fransk stumfilm fra 1908 af Georges Méliès.